# Circonscription du Satakunta
La circonscription de Satakunta (finnois : Satakunnan vaalipiiri) est l'une des 13 circonscriptions électorales pour les élections parlementaires en Finlande.

## Présentation
La circonscription couvre la région de Satakunta, qui correspond aux villes suivantes : Eura, Eurajoki, Harjavalta, Honkajoki, Huittinen, Jämijärvi, Kankaanpää, Karvia, Kokemäki, Merikarvia, Nakkila, Pomarkku, Pori, Rauma, Siikainen, Säkylä et Ulvila.
Le nom de la circonscription de Satakunta avant l'amendement de la loi électorale apporté en 1997 avec la réforme des régions était la circonscription nord de la région de Turku.

## Élections de 1954 à 2019
| Parti      | 1954 | 1958 | 1962 | 1966 | 1970 | 1972 | 1975 | 1979 | 1983 | 1987 | 1991 | 1995 | 1999 | 2003 | 2007 | 2011 | 2015 | 2019 |
| Kok.       | 3    | 3    | 3    | 2    | 2    | 2    | 3    | 3    | 3    | 3    | 2    | 2    | 2    | 2    | 2    | 2    | 1    | 1    |
| SKL/KD     |      |      |      |      | –    | –    | –    | –    | –    | –    | 1    | –    | 1    | –    | –    | 1    | –    | –    |
| Ed./KP/LKP | –    | –    | –    | 1    | 1    | –    | 1    | 1    |      | –    | –    | –    |      |      |      |      |      |      |
| ML/Kesk.   | 4    | 3    | 4    | 3    | 2    | 3    | 2    | 2    | 2    | 2    | 3    | 3    | 2    | 3    | 3    | 1    | 2    | 1    |
| SMP/PS     |      |      | –    | –    | 1    | 1    | –    | 1    | 2    | 1    | 1    | –    | –    | –    | –    | 2    | 2    | 2    |
| SDP        | 4    | 4    | 3    | 4    | 4    | 4    | 4    | 3    | 4    | 4    | 3    | 4    | 3    | 3    | 3    | 2    | 2    | 3    |
| SKDL/Vas.  | 3    | 4    | 4    | 3    | 3    | 3    | 3    | 3    | 2    | 2    | 2    | 2    | 2    | 1    | 1    | 1    | 1    | 1    |
| Total      | 14   | 14   | 14   | 13   | 13   | 13   | 13   | 13   | 13   | 12   | 12   | 11   | 10   | 9    | 9    | 9    | 8    | 8    |

## Députés élus 2023-2027
- Laura Huhtasaari (PS)
- Petri Huru (PS)
- Eeva Kalli (Kesk.)
- Mari Kaunistola (Kok.)
- Krista Kiuru (SDP)
- Jari Koskela (PS)
- Matias Marttinen (Kok.)
- Juha Viitala (SDP)

## Députés élus 2019-2023
Les députés élus pour la législature 2019–2023 sont,:
- Petri Huru (PS)
- Eeva Kalli (Kesk.)
- Krista Kiuru (SDP)
- Jari Koskela (PS)
- Matias Marttinen (Kok.)
- Jari Myllykoski (Vas.)
- Kristiina Salonen (SDP)
- Heidi Viljanen (SDP)

## Anciens députés

### Après guerre
- Raila Aho (SKDL, Vas.) 1987–1995
- Sauli Ahvenjärvi (KD) 2011–2015
- Laura Brander-Wallin (SDP, TPSL), 1948–1958, 1962
- Mikko Elo (SDP) 1979–1991, 1995–2007
- Margit Eskman (SDP) 1966–1975
- Kelpo Gröndahl (SKDL) 1962–1970
- Olli-Pekka Heinonen (Kok.) 1995–2002
- Leea Hiltunen (Krist.), 1991–1995, 1999–2003
- Kirsti Hollming (Kok.) 1975–1978
- Anne Holmlund (Kok.) 2002–2015
- Laura Huhtasaari (PS) 2015–2019
- Einari Jaakkola (ML), 1954–1966
- Ari Jalonen (PS, Sin.) 2011–2019
- Anssi Joutsenlahti (SMP, PS) 1979–1987, 2011–2015
- Kauko Juhantalo (Kesk.) 1979–1993, 1995–1999, 2003–2007, 2015–2019
- Tuure Junnila (Kok.) 1951–1962, 1966–1979, 1983–1987, 1990–1991
- Aulis Juvela (SKDL) 1966–1983
- Matti Järvenpää (SKDL) 1970–1983
- Nestori Kaasalainen (ML, Kesk.) 1951–1972
- Timo Kalli (Kesk.) 1991–2019
- Yrjö Kallinen (SDP), 1945–1948
- Reijo Kallio (SDP) 1995–2011
- Oiva Kaltiokumpu (Kesk.) 2007–2011
- Sampsa Kataja (Kok.) 2007–2015
- Maunu Kohijoki (Kok.) 1987–1995
- Juha Korkeaoja (Kesk.) 1991–2011
- Timo Laaksonen (Vas.) 1983–1999
- Jaana Laitinen-Pesola (Kok.) 2015–2019
- Kalevi Lamminen (Kok.) 1987–1999, 2003–2007
- Eeles Landström (Lib.) 1966–1972
- Jouni Lehtimäki (Kok.) 1999–2003
- Olavi Lindblom (SDP) 1954–1966
- Juho Mäkelä (SKDL) 1945–1948, 1958–1966
- Uljas Mäkelä (SDP) 1962–1978
- Lea Mäkipää (SMP) 1983–1995
- Pentti Niemi (SDP) 1948–1954, 1958–1962
- Hugo Nuorsaari (Kok.) 1948–1954
- Pirkko Peltomo (SDP) 1995–2007
- Matti Pelttari (Kok.) 1978–1983
- Arvo Pentti (ML, Kesk.) 1958–1970
- Antti-Veikko Perheentupa (SDP) 1966–1972
- Toivo T. Pohjala (Kok.) 1975–1987
- Aino Pohjanoksa (Kok.) 1983–1991
- Pertti Rapio (SKDL) 1951–1966
- Paavo Rautkallio (Kok.) 1962–1966
- Antto Prunnila (SKDL) 1945–1954, 1958–1962
- Veijo Puhjo (Vas.) 1995–2011
- Heikki Rinne (SDP) 1987–1999
- Timo Roos (SDP) 1983–1995
- Irma Rosnell (SKDL, Deva) 1954–1987
- Erkki Ryömä (ML, Kesk.) 1954–1958, 1962–1966
- Aapo Seppälä (Kok.) 1962–1965
- Aulis Sileäkangas (Kesk.) 1966–1970, 1972–1975
- Ilkka Suominen (Kok.) 1970–1975
- Katja Syvärinen (Vas.) 1999–2003
- Arvo Sävelä (SDP, TPSL) 1948–1962
- Olga Terho (SKDL) 1945–1947
- Irma Torvi (SKDL) 1948–1954
- Pirkko Työläjärvi (SDP) 1972–1985
- Pirkko Valtonen (SDP) 1978–1983, 1985–1987
- Väinö Vilponiemi (SDP) 1962–1975
- Antti Vuolanne (SDP) 2007–2011
- Raimo Vuoristo (SDP) 1987–1995
- Matti Ytti (Kok.) 1945–1948
- Saimi Ääri (Kesk.) 1970–1979, 1993–1995

### Duché de Finlande et entre guerres
- Eemeli Aakula (ML) 1930–1936
- Fanny Ahlfors (SDP) 1919–1926, 1930–1932
- Emanuel Aromaa (SDP), 1907–1914, 1917, 1924–1926, 1929–1932
- Juho Aromaa (SDP), 1922–1924
- Nestori Aronen (SDP), 1909–1914, 1917
- Kaarlo Aronen (SDP), (SSTP), 1922–1923
- Zachris Castrén (Nuor.), 1909–1910
- Reino Cederberg (IKL), 1942–1945
- Mikko Collan (Edistyspuolue), 1919–1920
- K. J. Ellilä (ML), 1929–1930, 1932–1936
- Jussi Fahler (SSTP), 1927–1929
- Aino Forsten (SDP), 1917–1918
- Reinhold Grönvall (Suom.), 1910–1916
- Edvard Gylling (SDP), 1908–1909, 1911–1914, 1917
- Kyösti Haataja (Kok.) 1917–1919
- Lucina Hagman (Nuor.) 1917
- Kalle Fredrik Hakala (SDP), 1919–1922
- Juho Hakkinen (SDP) 1917
- Ilmi Hallsten (Kok.) 1919–1922
- Edvard Hannula (Kok., Nuor.) 1909–1914, 1919–1922
- Emil Helkiö (Suom.) 1907–1908
- Lauri Ingman (Kok.) 1907–1919, 1922–1929
- Arvi Jovero (SDP) 1936–1937
- Taave Junnila (Suom., Kok.), 1908–1914, 1922–1936
- Antti Kaarne (KrTL), 1908–1910
- Taavetti Kalliokorpi (SDP), 1907–1908
- Mimmi Kanervo (SDP) 1907–1914
- K. R. Kares (IKL) 1936–1942
- Juho Kekkonen (KrTL) 1919–1922
- Kalle Kirra (ML) 1922–1930, 1936–1948
- Juho Kivikoski (SDP) 1910–1914
- Ville Komu (SDP) 1927–1942
- Vilho Korhonen (SDP) 1908–1909, 1919–1923
- Frans Koskinen (SDP) 1907–1910
- Walter Kuusela (SDP) 1942–1948
- Kustaa Kylänpää (Kok.) 1922–1924, 1925–1929, 1936–1945
- Wilho Laine (SDP) 1907–1908, 1910–1913
- Antero Lamminen (Kok.) 1929–1933
- Mikko Latva (Nuor.) 1908–1909, 1914–1917
- Juho Lautasalo (SDP) 1908–1918
- Jalmari Leino (SDP) 1927–1930
- Oskari Leivo (SDP) 1907–1910, 1911–1917, 1919–1921
- Sulho Leppä (SDP) 1917
- Frans Oskar Lilius (Nuor.) 1911–1917
- Aina Lähteenoja (Kok.) 1929–1930
- Jussi Merinen (SDP) 1907–1908
- Matti Merivirta (KrTL) 1907–1908
- Valtteri Mikonmäki (ML) 1927–1933
- Lauri Murtomaa (ML) 1933–1955
- Hjalmar Nordling (Hj. Nortamo) (Suom.) 1910
- Väinö Nyström (Suom.) 1909–1910
- Juho Kusti Paasikivi (Suom.) 1907–1910, 1910–1914
- Niilo Pajunen (SDP) 1933–1936
- Otto Peitsalo (SDP) 1917
- Kyllikki Pohjala (Kok.) 1933–1962
- Väinö Pohjaranta (STPV) 1929–1930
- Jussi Rainio (SDP) 1911–1913
- Albert Raitanen (SDP) 1917
- Viljo Rantala (SDP) 1922–1962
- Frans Rantanen (SDP) 1907–1910, 1910–1918
- Frans Rapola (Suom.) 1907–1910
- Arvo Riihimäki (STPV, SKDL) 1927–1930, 1945–1954
- Risto Ryti (Ed.) 1919–1924, 1917–1929
- Hannes Ryömä (SDP) 1919–1939
- Mauri Ryömä (SDP, SKDL) 1936–1937, 1945–1958
- Iisakki Saha (Suom.) 1914–1917
- Eetu Salin (SDP) 1909–1910, 1917–1918
- Kalle Salminen (SDP) 1907–1908
- Wäinö Selander (ML) 1919–1922
- E. N. Setälä (Nuor., Kok.) 1907–1910, 1917–1927
- Miina Sillanpää (SDP) 1914–1917, 1919–1933, 1936–1948
- Kalle Soini (Kok.) 1933–1944
- Arne Somersalo (IKL) 1933–1936
- Kaarlo Sovijärvi (Kok.) 1930–1933
- Väinö Tanner (SDP) 1907–1911, 1914–1917, 1919–1927, 1930–1945
- W. W. Tuomioja (Ed.) 1924–1929
- Iida Vemmelpuu (Suom.) 1907–1909
- Juho Vesterlund (SSTP) 1922–1923
- Kalle Vänniä (Suom.) 1914–1917

## Résultats

### Années 2020

#### 2023
| Parti                  | Parti                                    | Voix    | %     | +/-  | Sièges | +/-           |
| ---------------------- | ---------------------------------------- | ------- | ----- | ---- | ------ | ------------- |
|                        | Parti des Finlandais (PS)                | 31 875  | 26,65 | 2,55 | 3      | 1             |
|                        | Parti social-démocrate de Finlande (SDP) | 29 427  | 24,60 | 0,61 | 2      | 1             |
|                        | Parti de la coalition nationale (Kok)    | 20 381  | 17,04 | 2,89 | 2      | 1             |
|                        | Parti du centre (Kesk)                   | 16 637  | 13,91 | 2,81 | 1      | en stagnation |
|                        | Alliance de gauche (Vas)                 | 9 903   | 8,28  | 1,68 | 0      | 1             |
|                        | Chrétiens-démocrates (KD)                | 3 838   | 3,21  | 0,52 | 0      | en stagnation |
|                        | Ligue verte (Vihr)                       | 3 235   | 2,70  | 3,27 | 0      | en stagnation |
|                        | Mouvement maintenant (LN)                | 2 098   | 1,75  | Nv.  | 0      | en stagnation |
|                        | Alliance pour la liberté (VL)            | 1 452   | 1,21  | Nv.  | 0      | en stagnation |
|                        | Autres                                   | 765     | 0,64  | -    | 0      | -             |
|                        |                                          |         |       |      |        |               |
| Votes valides          | Votes valides                            | 119 611 | 99,56 |      |        |               |
| Votes invalides        | Votes invalides                          | 523     | 0,44  |      |        |               |
| Total                  | Total                                    | 120 134 | 100   | -    | 8      | en stagnation |
| Abstentions            | Abstentions                              | 56 519  | 31,99 |      |        |               |
| Inscrits/Participation | Inscrits/Participation                   | 176 653 | 68,01 |      |        |               |

### Années 2010

#### 2019
| Parti                  | Parti                                    | Voix    | %     | +/-  | Sièges | +/-           |
| ---------------------- | ---------------------------------------- | ------- | ----- | ---- | ------ | ------------- |
|                        | Parti social-démocrate de Finlande (SDP) | 31 475  | 25,21 | 2,62 | 3      | 1             |
|                        | Parti des Finlandais (PS)                | 30 090  | 24,10 | 0,91 | 2      | en stagnation |
|                        | Parti du centre (Kesk)                   | 20 878  | 16,72 | 3,92 | 1      | 1             |
|                        | Parti de la coalition nationale (Kok)    | 17 666  | 14,15 | 0,87 | 1      | en stagnation |
|                        | Alliance de gauche (Vas)                 | 12 435  | 9,96  | 0,37 | 1      | en stagnation |
|                        | Ligue verte (Vihr)                       | 7 461   | 5,97  | 3,24 | 0      | en stagnation |
|                        | Chrétiens-démocrates (KD)                | 3 361   | 2,69  | 0,19 | 0      | en stagnation |
|                        | Autres                                   | 1 505   | 1,20  | -    | 0      | -             |
|                        |                                          |         |       |      |        |               |
| Votes valides          | Votes valides                            | 124 871 | 99,49 |      |        |               |
| Votes invalides        | Votes invalides                          | 635     | 0,51  |      |        |               |
| Total                  | Total                                    | 125 506 | 100   | -    | 8      | en stagnation |
| Abstentions            | Abstentions                              | 55 733  | 30,75 |      |        |               |
| Inscrits/Participation | Inscrits/Participation                   | 181 239 | 69,25 |      |        |               |

#### 2015
| Parti                  | Parti                                    | Votes   | %     | +/-  | Sièges | +/-           |
| ---------------------- | ---------------------------------------- | ------- | ----- | ---- | ------ | ------------- |
|                        | Parti des Finlandais (PS)                | 30 600  | 25,01 | 1,37 | 2      | en stagnation |
|                        | Parti social-démocrate de Finlande (SDP) | 27 631  | 22,59 | 1,45 | 2      | en stagnation |
|                        | Parti du centre (Kesk)                   | 25 247  | 20,64 | 4,53 | 2      | 1             |
|                        | Parti de la coalition nationale (Kok)    | 18 377  | 15,02 | 2,55 | 1      | 1             |
|                        | Alliance de gauche (Vas)                 | 11 730  | 9,59  | 1,34 | 1      | en stagnation |
|                        | Chrétiens-démocrates (KD)                | 3 525   | 2,88  | 0,53 | 0      | 1             |
|                        | Ligue verte (Vihr)                       | 3 335   | 2,73  | 1,10 | 0      | en stagnation |
|                        | Autres                                   | 1 889   | 1,54  | -    | 0      | -             |
|                        |                                          |         |       |      |        |               |
| Votes valides          | Votes valides                            | 122 334 | 99,45 |      |        |               |
| Votes invalides        | Votes invalides                          | 672     | 0,55  |      |        |               |
| Total                  | Total                                    | 123 006 | 100   | -    | 8      | 1             |
| Abstentions            | Abstentions                              | 62 793  | 33,80 |      |        |               |
| Inscrits/Participation | Inscrits/Participation                   | 185 799 | 66,20 |      |        |               |

#### 2011
| Parti                  | Parti                                    | Votes   | %     | +/-   | Sièges | +/-           |
| ---------------------- | ---------------------------------------- | ------- | ----- | ----- | ------ | ------------- |
|                        | Parti social-démocrate de Finlande (SDP) | 30 312  | 24,04 | 5,42  | 2      | 1             |
|                        | Vrais Finlandais (PS)                    | 29 816  | 23,64 | 18,44 | 2      | 2             |
|                        | Parti de la coalition nationale (Kok)    | 22 155  | 17,57 | 3,89  | 2      | en stagnation |
|                        | Parti du centre (Kesk)                   | 20 310  | 16,11 | 8,59  | 1      | 2             |
|                        | Alliance de gauche (Vas)                 | 13 778  | 10,93 | 1,12  | 1      | en stagnation |
|                        | Ligue verte (Vihr)                       | 4 835   | 3,83  | 0,34  | 0      | en stagnation |
|                        | Chrétiens-démocrates (KD)                | 4 306   | 3,41  | 0,99  | 1      | 1             |
|                        | Autres                                   | 596     | 0,47  | -     | 0      | -             |
|                        |                                          |         |       |       |        |               |
| Votes valides          | Votes valides                            | 126 108 | 99,45 |       |        |               |
| Votes invalides        | Votes invalides                          | 703     | 0,55  |       |        |               |
| Total                  | Total                                    | 126 811 | 100   | -     | 9      | en stagnation |
| Abstentions            | Abstentions                              | 61 335  | 32,60 |       |        |               |
| Inscrits/Participation | Inscrits/Participation                   | 188 146 | 67,40 |       |        |               |